# Klinik Arlesheim

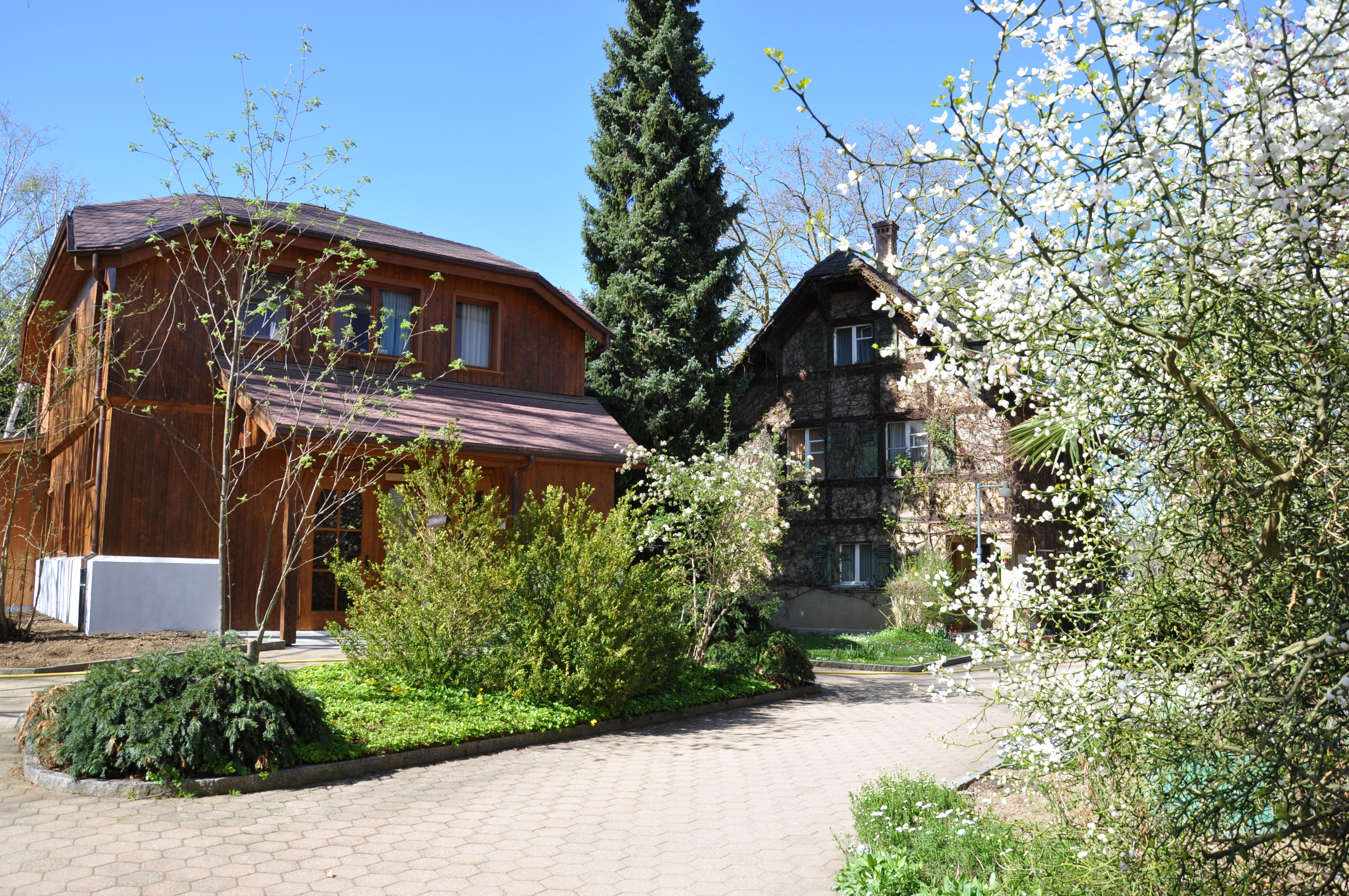
Therapiehaus der Klinik Arlesheim

Die Klinik Arlesheim entstand aus der am 1. April 2014 erfolgten Fusion der Ita Wegman Klinik mit der defizitären kleineren Lukas-Klinik (Gründung 1963), die wirtschaftlich nicht mehr überlebensfähig war. Während in der Fusionsphase das Haus Wegman für die stationären und das Haus Lukas für die ambulanten Behandlungen zuständig waren, wurde seit 2016 die Onkologie vollständig in das Haus Wegman verschoben und die Psychiatrie und Psychosomatik in das Haus Lukas.
Die Ita Wegman Klinik  wurde 1921 als Privatklinik Klinisch-Therapeutisches Institut von der Ärztin Ita Wegman gegründet und war international das erste und bis in die 1960er Jahre einzige anthroposophische Krankenhaus weltweit.
Ende 1920 erwarb Ita Wegman die Arlesheimer Liegenschaft Hirsland 198 und gründete und errichtete dort 1921 mit Unterstützung von Rudolf Steiner eine Privatklinik.
Unter Beteiligung der Firma Futurum AG wurde 1922 die Internationale Laboratorien und Klinisch-Therapeutisches Institut Arlesheim AG ins Leben gerufen, die für zwei Jahre Betreiber der Einrichtung blieb, bis sie das Klinisch-Therapeutische Institut 1924 an den Verein des Goetheanums in Dornach, die heutige Allgemeine Anthroposophische Gesellschaft, verkaufte.
1931 gründete Ita Wegman den gemeinnützigen Verein „Klinisch-Therapeutisches Institut“, der im selben Jahr durch Rückkauf der Klinik von der Allgemeinen Anthroposophischen Gesellschaft Träger der Einrichtung wurde. Seit 2008 ist die Klinik eine wirtschaftlich getrennt geführte, rechtlich selbständige Aktiengesellschaft im Eigentum dieses Vereins.
1971 wurde das Klinisch-Therapeutische Institut umbenannt in Ita Wegman Klinik, 2014 erfolgte die Fusionierung mit der benachbarten Lukas-Klinik zur Klinik Arlesheim. Die Klinik Arlesheim arbeitet im Rahmen der Anthroposophischen Medizin. Schwerpunkte des Hauses sind Innere Medizin, Onkologie, Psychosomatik und Psychiatrie. An der Klinik werden auch heute noch anthroposophische Arzneimittel hergestellt. Die öffentliche Klinik in privater, gemeinnütziger Trägerschaft hat 82 Betten (Stand 2023) und ist unter anderem Mitglied im Verband der gemeinnützigen Krankenhäuser für anthroposophisch erweiterte Medizin e. V. (AnthroMed) sowie Vereinigungen von Privatkliniken.
Auf dem Gelände der Klinik befindet sich das ehemalige, von Rudolf Steiner entworfene, aus Holz gebaute Wohnhaus Ita Wegmans, das heute vom Ita-Wegman-Archiv genutzt wird.